# Космология саентологии
Космология саентологии — представление саентологии об устройстве и сотворении мира, о бытии, вселенных, жизни и смерти. 
Основы космологии саентологии изложены в статье Л. Рона Хаббарда «Факторы» 1953 года. По мере дальнейшего развития вероучения саентологии были добавлены дополнительные подробности и выстроена сложная космологическая и метафизическая система.

## Сотворение мира
Саентологический миф о сотворении мира, как он изложен в статье под названием «Факторы», начинается с утверждения «До начала была Причина, и вся цель Причины состояла в создании следствия». Эта первая Причина может быть интерпретирована как Бог. 

## Роль и природа Бога
Бог в саентологии описан как Высшее Существо, Вся Тэта или Автор Вселенной, или как Неподвижный Движитель или Первая Причина; для его обозначения в саентологии используют термин «восьмая динамика» — стремление к существованию в качестве бесконечности. Природа Бога и его взаимоотношения с людьми не описаны подробно; утверждается, что по мере того как духовное сознание растёт благодаря саентологическим практикам, последователь приходит к собственным выводам о подлинной природе Бога. Саентология уделяет основное внимание не Богу, а тому, что в ней называется «тэтан» — отражение созидательной и духовной силы Бога в каждом человеке.

## Вселенные
До начала существования физической вселенной существовала разновидность нематериальной, нефизической энергии, обозначаемая греческим словом «тэта», и богоподобные духи — «тэтаны». Тэта не имеет массы, длины волны или расположения в пространстве или времени, однако может постулировать (причинно мыслить) и воспринимать. 
Тэтаны создавали различные вселенные. Физическая вселенная — одна из вселенных, ими созданных. 
Физическая вселенная — это видимая реальность, по поводу которой существует согласие между тэтанами. Эта вселенная состоит из материи, энергии, пространства и времени (в саентологии её называют «МЭСТ-вселенная», где МЭСТ — аббревиатура на основе английских слов matter, energy, space and time). Тэтаны и сама жизнь нематериальны и не являются частью физической вселенной. Физическую вселенную тэтаны создали в качестве игры. Позднее они увлеклись и забыли, что это игра, а вместо этого постепенно приписали реальность созданной ими вселенной, при этом забыв о своей истинной природе бессмертных, всемогущих существ.

## Падение и будущее возрождение
Хотя человек, то есть тэтан, по сути своей добрый, хороший, этичный, он утратил знание о собственном совершенстве. Падение человека описывается следующим образом: жизненная сила, тэта, оживляющая все живые существа, отделена от физической вселенной. Физическая вселенная сковывает тэтана и заставляет его действовать вопреки своей истинной духовной природе. Это падение, уход от совершенства, — не результат влияния Сатаны или врождённого стремления ко злу; оно вызвано опытом тэтана в текущей и прошлой жизни и воздействием физической вселенной. Когда тэтаны получают знания и преодолевают оковы материи, они могут вернуться в первоначальное духовное состояние «полной свободы».

## «Факторы»
«Факторы» — текст, написанный в 1953 году, — излагает саентологический миф о сотворении мира. «Факторы» описаны Хаббардом как «итог размышлений и исследований человеческого духа и материальной вселенной» и содержат, в числе прочих, следующие положения: 

- 1. До начала была Причина, и вся цель Причины состояла в создании следствия.
- 2. От начала и вовеки веков есть решение, и это решение — БЫТЬ.
- 3. Первое действие бытия — это принять точку зрения.
- 4. Второе действие бытия — из точки зрения простереть точки, которые можно видеть, то есть точки протяжённости.
- 5. Так и сотворено пространство, ибо определение пространства таково: точка зрения, смотрящая на протяжённость. И предназначение точки протяжённости в том, чтобы было пространство и была точка для видения. […]
- 8. И так появляется СВЕТ.
- 9. И так появляется энергия.
- 10. И так появляется жизнь. […]
- 14. Многие точки протяжённости объединяются в более крупные массы — газы, жидкости или твёрдые тела. Так появляется материя. […]
- 16. Точка зрения может объединять точки протяжённости в формы, а формы могут быть простыми или сложными и могут находиться на разных расстояниях от точки зрения. […]
- 19. И точка зрения никогда не может погибнуть; однако форма может погибнуть.
- 20. И многие точки зрения, взаимодействуя, начинают зависеть от форм друг друга и не желают точно разобраться, где чьи точки протяжённости, и так возникает зависимость от точек протяжённости и от других точек зрения. […]
- 22. И есть вселенные.
- 23. И вселенных этих числом три: вселенная, созданная одной точкой зрения; вселенная, созданная каждой другой точкой зрения; вселенная, созданная общим действием точек зрения, и эта последняя и есть физическая вселенная — та, которую согласились сохранять.
- 24. И точек зрения не видно никогда. И точки зрения всё больше и больше считают, что точки протяжённости ценны. И точки зрения стараются стать якорными точками и забывают, что они могут создать другие точки, и пространство, и формы. Так возникает нехватка. А точки протяжённости могут погибнуть, и поэтому точки зрения допускают, что и они тоже могут погибнуть.
- 25. Так возникает смерть. […]
- 28. […] Уверенность во всех трёх вселенных должна быть обретена вновь, ибо уверенность, a не данные, есть знание. […]
- 30. И о том, что выше всего изложенного здесь, можно лишь строить догадки. А то, что ниже этого, называется «играть в игру». Но то, что написано здесь, человек может испытать и познать. И некоторые, быть может, захотят учить этому, и некоторые, быть может, захотят использовать это, чтобы помочь тем, кто в беде, и некоторые, быть может, пожелают применить это, чтобы сделать людей и организации более способными, и тем самым смогут подарить Земле культуру, которой она могла бы гордиться.

В «Факторах» рассказывается, по сути, о том, как тэтаны оказались в ловушке физической вселенной. Этот текст использует библейскую лексику и обладает некоторым сходством с Книгой Бытия, но отличается тем, что представляет не линейный, а скорее цикличный взгляд на пространство и время, не традиционный теистический, а скорее гностический.
Немецкий религиовед Марко Френчковский видит наследие монотеизма в том, что Причина упомянута в единственном числе, а также описывает первые два положения «Факторов» как волюнтаристическое толкование Бога — не личностного Бога, как в христианстве, а скорее аристотелевского «первого движущего», самого по себе абсолютно неподвижного. Он отмечает гностическую метафизическую природу «Факторов», а также их значимость как одной из поворотных точек на пути становления саентологии как религии.

## «Космическая опера»
Фразой «космическая опера» в саентологии обозначается история Вселенной и роль тэтана, в том числе его приключения на других планетах. Эти события охватывают несколько миллиардов лет и могут казаться невероятными. 